# Russulales
Russulales é uma ordem de fungos da classe Agaricomycetes, que incluem os gêneros Russula e Lactarius, dentre outros. A ordem é constituída por 12 famílias, 80 gêneros e 1767 espécies.